# Análise assintótica
Em ciência da computação e matemática aplicada, particularmente a análise de algoritmos, análise real, e engenharia, análise assintótica é um método de descrever o comportamento de limites. Exemplos incluem o desempenho de algoritmos quando aplicados a um volume muito grande de dados de entrada, ou o comportamento de sistemas físicos quando eles são muito grandes.